# Ложе справедливости
Ложе справедливости (фр. le lit de justice) — торжественное заседание Парижского парламента времён старого порядка, в присутствии короля и пэров, обязывавшее парламент вносить все королевские постановления в свой реестр и лишавшее их возможности протеста.
Название произошло от того, что над королевским троном в углу зала нависала сень (балдахин), что придавало трону сходство с ложем.